# 境川パーキングエリア

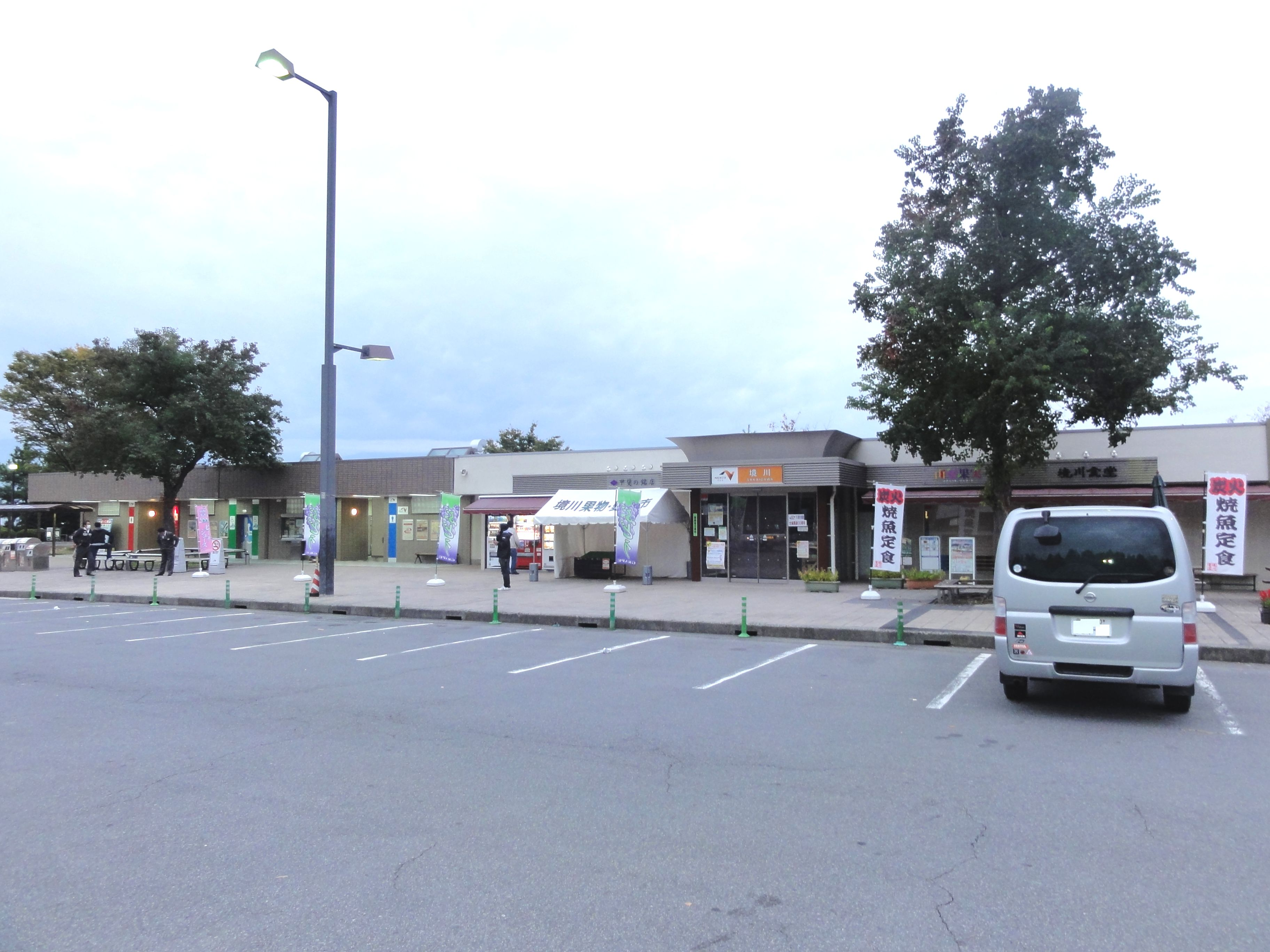
上り線施設

境川パーキングエリア（さかいがわパーキングエリア）は、山梨県笛吹市の中央自動車道上にあるパーキングエリアである。
上下線どちらの施設からも甲府盆地を一望できる。
PA内に境川バスストップを併設しており、この項で述べる。

## 道路
- E20 中央自動車道

## 施設

### 上り線（東京・河口湖方面）
リニア中央新幹線が当パーキングエリアに建設される影響により、2023年に施設をエリア西側（名古屋・長野側）端に集約する建て替え工事が行われた。
- 駐車場
  - 大型 - 42台
  - 小型 - 33台
- トイレ
  - 男性 - 大5・小15
  - 女性 - 18
  - 車椅子用 - 1
- ぷらっとパーク（7:30 - 20:30、駐車場 小型車 10台）
- ハイウェイ情報ターミナル
- 自動販売機
- ベビーコーナー（7:30 - 20:30）
  - 授乳用個室
  - おむつ交換台

フードコート
- 境川食堂（7:30 - 20:30）

テイクアウト
- シャトレーゼハイウェイショップ（7:30 - 20:30）

ショッピングコーナー
- 境川マルシェ（7:30 - 20:30）

### 下り線（長野・名古屋方面）
- 駐車場
  - 大型 - 49台
  - 小型 - 38台
- トイレ
  - 男性 - 大5・小17
  - 女性 - 21
  - 車椅子用 - 1
- ぷらっとパーク（24時間、駐車場 小型車 2台）
- ハイウェイ情報ターミナル
- ドッグラン
- ATM（ゆうちょ銀行）（24時間）
- 食堂（フードコート）（7:00 - 19:00）
- コンビニエンスストア「ファミリーマート」（24時間）
- 自動販売機
- 「中央自動車道西宮線 完成記念」石碑

## 境川バスストップ

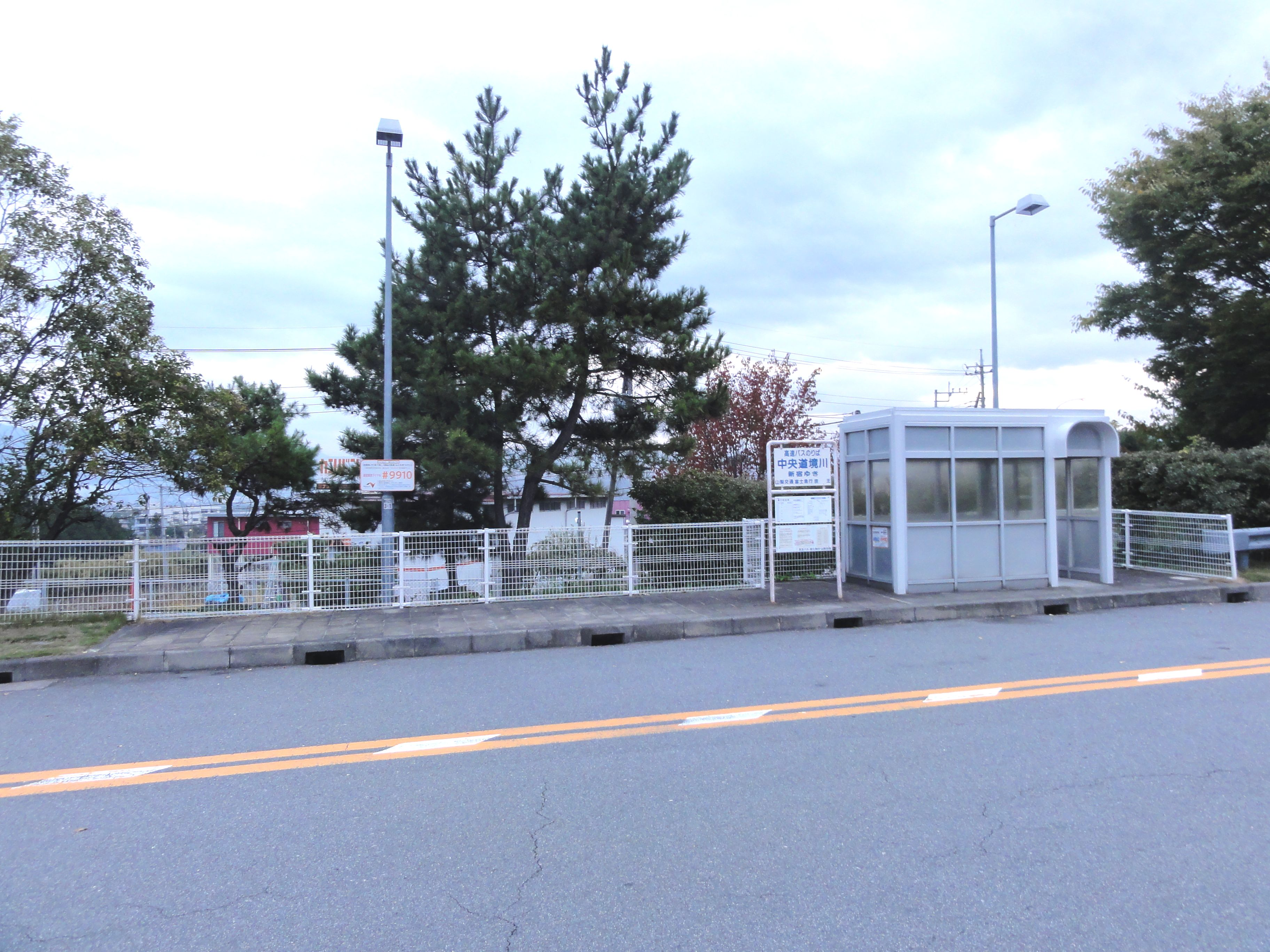
上りバス停

境川バスストップは、境川パーキングエリアに併設されている中央自動車道のバス停留所である。
バス事業者では「中央道境川」と案内している。

### 停車する路線
- 中央高速バス甲府線（甲府南経由）（山梨交通・富士急バス・京王バス）
中央道八代 - 中央道境川 - 中央道甲府南（下りのみ停車） - 中道

### 交通アクセス
- JR甲府駅・酒折駅入口・石和八幡宮より山梨交通76番・90番「御所循環」に乗車、境川橋バス停より徒歩15分。

## 沿革
- 1982年（昭和57年）11月10日：勝沼IC - 甲府昭和ICの開通に伴い、PAとBSを供用開始。
- 2023年（令和5年）
  - 6月8日：店舗リニューアル工事のため上り線施設のスナックコーナーの営業を休止。
  - 6月14日：上り線施設がリニューアルオープン[1]。
- 2024年（令和6年）6月3日（予定）：上り線境川バスストップを東京側出口部付近から上り線新建屋の位置する名古屋側入口部付近に移設[2][3]。

## 隣
E20 中央自動車道
(13)一宮御坂IC - (13-1)笛吹八代スマートIC - 境川PA - (14)甲府南IC